# VfB Stuttgart
VfB Stuttgart (polni naziv eingetragener Verein für Bewegungsspiele Stuttgart 1893 , dobesedno registriran klub za atletske igre Stuttgart 1893) je nemški športni klub, ki je najbolj znan po nogometni ekipi, ki domuje v Stuttgartu in je bila ustanovljena 9. septembra 1893 kot Stuttgart FV 93. 2. aprila 1912 se je združil z Kronen-Club Cannstatt in dobil novo ime VfB Stuttgart 1893 e. V.. 
Poleg nogometa se klub ukvarja s fistballom, hokejom, atletiko in namiznim tenisom.

## Pomembnejši igralci v zgodovini kluba
- Karl Allgöwer
- Krassimir Balakov
- Fredi Bobic
- Guido Buchwald
- Carlos Dunga
- Giovane Elber
- Bernd Förster
- Karl Heinz Förster
- Ionel Ganea
- Timo Hildebrand
- Andreas Hinkel
- Eike Immel
- Srečko Katanec
- Jürgen Klinsmann
- Kevin Kurányi
- Philipp Lahm
- Dieter Müller
- Hansi Müller
- Matthias Sammer
- Robert Schlienz
- Zvonimir Soldo
- Imre Szabics
- Aliaksandr Hleb
- Asgeir Sigurvinsson